# Siliquamomum
Siliquamomum é um género botânico pertencente à família Zingiberaceae.
1. ↑  «Siliquamomum — World Flora Online». www.worldfloraonline.org. Consultado em 19 de agosto de 2020